# Eugenio Giraldoni
Eugenio Giraldoni (ur. 20 maja 1871 w Marsylii, zm. 23 czerwca 1924 w Helsinkach) – włoski śpiewak operowy, baryton.

## Życiorys
Był synem śpiewaków Leone Giraldoniego i Caroliny Femi-Geraldoni, lekcje śpiewu pobierał od matki. Zadebiutował na scenie w 1891 roku w Barcelonie jako Escamillo w Carmen. Śpiewał m.in. w mediolańskiej La Scali i Teatro Costanzi w Rzymie. W 1900 roku w Rzymie kreował rolę Scarpii podczas prapremierowego przedstawienia Toski Giacomo Pucciniego. W tym samym roku w Mediolanie zagrał rolę tytułową we włoskiej premierze Eugeniusza Oniegina Piotra Czajkowskiego. W 1904 roku debiutował w nowojorskiej Metropolitan Opera, kreując rolę Barnaby w Giocondzie. W kolejnych latach występował m.in. w Buenos Aires, Genewie, Paryżu i Petersburgu. W 1906 roku wystąpił w prapremierowym przedstawieniu opery Alberto Franchettiego La figlia di Iorio. Do jego najsłynniejszych ról należała partia tytułowa w Borysie Godunowie Modesta Musorgskiego. Po I wojnie światowej wycofał się ze sceny i osiadł w Helsinkach.